# Дівчата на березі Сени (літо)
«Дівчата на березі Сени (літо)» (фр. Les Demoiselles des bords de la Seine (été)) — картина французького художника Гюстава Курбе. Він написав її у кінці 1856 — початку 1857 року і подарував журі Паризького салону. Салон виставив картину 15 червня 1857 року у числі 5 картин митця. Картину викупив покровитель Курбе Етьєн Бодрі (1830—1908), потім вона перейшла до дочки художника Жюльєтт, яка подарувала її державі у 1906 році. Зараз вона зберігається у Малому палаці в Парижі. Ескізна копія картини зберігається у Національній галереї в Лондоні. Крім того, існують різні невеликі підготовчі картини, що представляють портрети однієї або іншої жінки.

## Опис
На картині зображені дві молоді жінки, які влітку після прогулянки човном на Сені, втомлені лягли відпочивати на березі річки у тіні дерев. Одна з них спить. Інша, підперши голову рукою, про щось роздумує.
На передньому плані — дівчина у білій сукні з візерунками. Вона лежить на животі, її голова лежить на тканині. Очі наполовину закриті. Друга жінка одягнена в червону сукню з букетом квітів; її голова, накрита капелюхом. Дівчина дивиться у далечінь на ріку. Праворуч, біля підніжжя дерева, лежить капелюх з квітами. На задньому плані зображено річку Сену; у верхньому лівому кутку видно її інший берег. Неподалік дівчат пришвартований човен. Дівчата відпочивають під трьома дубами.